# Denton with Wootton
Denton with Wootton est une paroisse civile du Kent, en Angleterre.